# Saint-Maur-des-Fossés
Saint-Maur-des-Fossés är en kommun i departementet Val-de-Marne i regionen Île-de-France i norra Frankrike. Kommunen är chef-lieu över 3 kantoner som tillhör arrondissementet Créteil. År 2022 hade Saint-Maur-des-Fossés 76 010 invånare.
Kommunen är nu en förort till Paris. I kommunen finns sedan franska revolutionen orten La Varenne-Saint-Hilaire.

## Befolkningsutveckling
Antalet invånare i kommunen Saint-Maur-des-Fossés
| Referens: INSEE |